# Poggiofiorito
Poggiofiorito est une commune de la province de Chieti dans la région Abruzzes en Italie.

## Administration
| Période                                  | Période  | Identité           | Étiquette | Qualité |
| ---------------------------------------- | -------- | ------------------ | --------- | ------- |
| 14 juin 2004                             | En cours | Corino Di Girolamo |           |         |
| Les données manquantes sont à compléter. |          |                    |           |         |

### Hameaux
Chiusa, Martorella

### Communes limitrophes
Arielli, Crecchio, Frisa, Lanciano, Orsogna